# 397
| [ Edytuj tabelę ] |                              |
| Cesarz Bizancjum  | - 395 Arkadiusz 408          |
| Władca Guptów     | - 375 Ćandragupta II 414     |
| Chan Hunów        | - 390 Uldin 411              |
| Władca Korei      | - 391 Kwanggaet’o Wielki 413 |
| Papież            | - 384 Syrycjusz 399          |
| Król Persji       | - 388 Bahram IV 399          |
| Cesarz Rzymu      | - 395 Flawiusz Honoriusz 423 |
| Król Wandalów     | - 359 Godigisel 406          |
| Król Wizygotów    | - 395 Alaryk 410             |

Rok 397 / CCCXCVII
stulecia: III wiek ~
IV wiek ~
V wiek

lata: 387 «
392 «
393 «
394 «
395 «
396 «
397
» 398
» 399
» 400
» 401
» 402
» 407

## Wydarzenia
Azja
- W północno-zachodniej części Chin powstały państwa Północne Liang i Południowe Liang.

Cesarstwo rzymskie
- Jan Chryzostom został arcybiskupem Konstantynopola.
- Ninian rozpoczął działalność misyjną w Galloway w Szkocji.
- Posydiusz z Kalamy, uczeń Augustyna, został biskupem Kalamy w rzymskiej Numidii.
- Powstanie Gildona.
- Symplicjan został biskupem Mediolanu, następcą Ambrożego.
- Synod w Kartaginie ustalił Kanon Biblii.

## Urodzili się
- 30 marca – K’uk’ Bahlam I, majański władca, założyciel dynastii Palenque (zm. ≈435).

## Zmarli
- 4 kwietnia – św. Ambroży z Mediolanu, biskup, Ojciec Kościoła (ur. 339).
- 17 września – Nektariusz, arcybiskup Konstantynopola.
- 8 listopada – św. Marcin z Tours, biskup, apostoł Galii (ur. ≈317/335).